# Hrvatska na Olimpijskim festivalima europske mladeži
Hrvatska se natječe na Olimpijskim festivalima europske mladeži pod vodstvom Hrvatskoga olimpijskoga odbora.
Zaključno s ljetnim festivalom 2022., hrvatski športaši osvojili su ukupno 82 odličja, od čega 77 na ljetnim festivalima.
Na zimskim festivalima odličja su osvajali Ana Jelušić (zlato, veleslalom, 2003.), Sofija Novoselić (bronca, veleslalom, 2007.), Leona Popović (zlato, slalom, 2015.), Leon Nikić (zlato, slalom, 2017.) te Dante Brčić (zlato, daskanje na snijegu, 2022.).